# Месниця в паранджі
Месниця в паранджі (англ. Burka Avenger) — пакистанський анімаційний серіал, створений Ароном Гаруном Рашідом.
Серіал створений компанією «Unicorn Black» в Ісламабаді. Станом на 2015 рік випущено 52 епізоди (чотири сезони) тривалістю 22 хвилини. Шоу транслюється і має великий успіх у Пакистані, Афганістані та Індії, а також дубльовано багатьма мовами, серед яких Гінді, Таміл, Пушту і Дарі.
Журнал «Тайм» назвав головну героїню серіалу однією з найвпливовіших персонажів 2013 року. Серіал отримав світове визнання за фокус на соціальних проблемах, поданих в інформативному і розважальному стилі.

## Сюжет
Серіал розповідає про вигадане місто «Галвапур» на півночі Пакистану. У ньому живе супергероїня яка носить паранджу коли бореться з лиходіями. Її альтер его — Джія, «вчителька натхнення» в школі для дівчат. Джія б'ється з корумпованими політиками і найманцями, які пробують закрити їхню школу, використовуючи «Такхт Кабаді» — бойове мистецтво, яке включає в себе метання книг і ручок. Разом із дітьми Ашу, Імму і Мулі, месниця в паранджі бореться проти злого чаклуна Баба Бандук, його посіпак і корумпованого політика Вадеро Паджеро.
Серед головних персонажів — близнята Ашу і Імму, їх друг Мулі (прізвисько якого походить від його улюбленого овочу), його домашній козлик Ґолу, Джія, лиходій Бандук, корумпований політик Вадеро, і батько Джії Каббаді Жан.

## Музика
Епізоди «Месниці в паранджі» окрім музики Гаруна також використовують композиції таких артистів як Алі Зафар, Алі Азмат і групи JoSH. Репер Аділ Омар і Гарун разом випустили музичне відео «Don't Mess With the Lady in Black».

## Нагороди
«Месниця в паранджі» виграла декілька міжнародних нагород і відзнак:
| Нагороди                             | У категорії                                   | Результат                 | Рік  |
| ------------------------------------ | --------------------------------------------- | ------------------------- | ---- |
| «Peabody Award»                      | N/A                                           | Перемога                  | 2013 |
| «International Emmy Awards»          | Діти: Анімація                                | Номінація                 | 2015 |
| «Prix Jeunesse International»        | Приз міжнародної статевої рівності            | Перемога                  | 2013 |
| «Asian Media Awards»                 | Найкраще телешоу                              | Перемога                  | 2014 |
| «Canada International Film Festival» | Анімація                                      | Нагорода «Висхідна зірка» | 2013 |
| «Accolades Global Film Festival»     | Вплив на глядача: донесення змісту / послання | Нагорода достоїнства      | 2014 |
| «LUMS International Film Festival»   | Анімація                                      | Перемога                  | 2014 |

## Сприйняття
«Месниця в паранджі» отримала здебільшого позитивні відгуки і похвалу за теми статевої рівності. Журнал «Тайм» оцінив шоу як одне з найбільш впливовим персонажем 2013 року. У статі про серіал «Хаффінгтон Пост» зазначив що «Діснею було б чому повчитись». «Вашингтон пост» теж зачепив цю тему: «Новий пакистанський супергерой робить кринолінових, одержимих принцами принцес виглядати застарілими. Вона не народилась в королівській родині. Вона не переймається красою. Вона точно не хоче щоб хтось підсадив її на білого коня чи магічний килим. Ні, Джія, чи месниця в паранджі, зайнята захистом прав жінок і освітою для всіх. Оце я б назвав моделлю для дівчат». Новини «Сі-Бі-Сі» похвалили у своєму огляді «мальовничу анімацію, освітнє послання і привабливість для різних віків», зазначивши що «багато хто гордо називає головного персонажа Пакистанською Диво-жінкою»
Аліса Розенберг, редактор «Think Progress» чиї статі ґрунтуються на перетині політики і культури, прокоментувала що «американські супергеройські історії можуть подумати про подвійну роль Джії, і як вона перетворює на перший погляд недоліки чи інструменти свого ремесла в переваги.» «Pakistan Dawn News» назвав серіал міжнародним феноменом через свій вміст.
«Месниця в паранджі» хвалився за просування жіночої освіти в Пакистані. Це перша пакистанська супергероїня. Огляди помітили деякі паралелі між серіалом і Малала Юсафзай, пакистанською дівчиною яка була поранена бойовиком із Талібану. Фундаменталісти в серіалі які пробують закриту школу для дівчат, викликали порівняння до Талібану який зруйнував сотні шкіл на північному заході Пакистану.
Жіночі групи в Індії вітали вихід в ефір «Месниці в паранджі». «Багато проблем для жінок Індії повстають з культурного виховання яке впливає на свідомість дітей», — зазначила Нурджехан Сафіа Ніаз, засновниця «Ashana Trust», яке підтримує жіночі ініціативи за справедливість і розвиток.

## Критика
Більшість критики перед виходом серіалу концентрувалася навколо вибору паранджі як костюму Джії для маскування. Колишній амбасадор Пакистану в США, Шері Регман, прокоментував що «„Месниця в паранджі“ добре шоу, але мені не подобається застарілі стереотипи чи паранджа. Дюпата (хустка) могла б бути використана в тому ж контексті.» В інтерв'ю австралійському каналу «ABC News», Гарун відповів на критицизм, зауваживши що «більшість супергероїв носять маскування і шоу про жінку яка не носить маскування було б зовсім іншим.» Коли його запитали про вибір одягнути супергероїню в паранджу, Гарун наголосив що персонаж не носить паранджу, хустку чи вуаль вдень. «Ми вибрали паранджу тому що хотіли локального колориту» «Ми хотіли приховати її особистість як супергероя. Вона не носить паранджу в день — вона навіть не носить хустку чи хіджаб, чи щось такого плану; вона йде на роботу як нормальний вчитель. Вона вибирає носити паранджу тільки як маску, її не гноблять … на іншому кінці спектру багато супергероїнь в західній культурі сексуалізовані в їхніх костюмах, як Жінка-Кішка і Диво-Жінка, і це точно не спрацювало б тут.»